# Héctor Tapia
Héctor Santiago Tapia Urdile (Santiago del Cile, 30 settembre 1977) è un allenatore di calcio ed ex calciatore cileno, di ruolo attaccante.

## Statistiche

### Cronologia presenze e reti in nazionale
| Cronologia completa delle presenze e delle reti in nazionale ― Cile | Cronologia completa delle presenze e delle reti in nazionale ― Cile | Cronologia completa delle presenze e delle reti in nazionale ― Cile | Cronologia completa delle presenze e delle reti in nazionale ― Cile | Cronologia completa delle presenze e delle reti in nazionale ― Cile | Cronologia completa delle presenze e delle reti in nazionale ― Cile | Cronologia completa delle presenze e delle reti in nazionale ― Cile | Cronologia completa delle presenze e delle reti in nazionale ― Cile |
| Data                                                                | Città                                                               | In casa                                                             | Risultato                                                           | Ospiti                                                              | Competizione                                                        | Reti                                                                | Note                                                                |
| ------------------------------------------------------------------- | ------------------------------------------------------------------- | ------------------------------------------------------------------- | ------------------------------------------------------------------- | ------------------------------------------------------------------- | ------------------------------------------------------------------- | ------------------------------------------------------------------- | ------------------------------------------------------------------- |
| 22-4-1998                                                           | Santiago del Cile                                                   | Cile                                                                | 2 – 2                                                               | Colombia                                                            | Amichevole                                                          | -                                                                   | 61’                                                                 |
| 29-4-1998                                                           | Santiago del Cile                                                   | Cile                                                                | 1 – 0                                                               | Lituania                                                            | Amichevole                                                          | -                                                                   | 46’                                                                 |
| 22-3-2000                                                           | Santiago del Cile                                                   | Cile                                                                | 5 – 2                                                               | Honduras                                                            | Amichevole                                                          | 1                                                                   |                                                                     |
| 19-7-2000                                                           | La Paz                                                              | Bolivia                                                             | 1 – 0                                                               | Cile                                                                | Qual. Mondiali 2002                                                 | -                                                                   | 68’                                                                 |
| 25-7-2000                                                           | San Cristóbal                                                       | Venezuela                                                           | 0 – 2                                                               | Cile                                                                | Qual. Mondiali 2002                                                 | 1                                                                   | 46’                                                                 |
| 15-8-2000                                                           | Santiago del Cile                                                   | Cile                                                                | 3 – 0                                                               | Brasile                                                             | Qual. Mondiali 2002                                                 | -                                                                   | 86’                                                                 |
| 13-1-2001                                                           | Calcutta                                                            | Cile                                                                | 1 – 0                                                               | Giappone universitaria                                              | Millennium Super Soccer Cup - 1º turno                              | 1                                                                   | Uscita                                                              |
| 15-1-2001                                                           | Calcutta                                                            | Cile                                                                | 2 – 0                                                               | Bahrein                                                             | Millennium Super Soccer Cup - 1º turno                              | 1                                                                   |                                                                     |
| 17-1-2001                                                           | Calcutta                                                            | Cile                                                                | 2 – 0                                                               | Uzbekistan                                                          | Millennium Super Soccer Cup - 1º turno                              | -                                                                   | Ammonizione                                                         |
| 20-1-2001                                                           | Calcutta                                                            | Cile                                                                | 2 – 0                                                               | Islanda                                                             | Millennium Super Soccer Cup - Quarti di finale                      | -                                                                   |                                                                     |
| 22-1-2001                                                           | Calcutta                                                            | Bosnia ed Erzegovina                                                | 1 – 0                                                               | Cile                                                                | Millennium Super Soccer Cup - Semifinale                            | -                                                                   | 68’                                                                 |
| 27-3-2001                                                           | Lima                                                                | Perù                                                                | 3 – 1                                                               | Cile                                                                | Qual. Mondiali 2002                                                 | -                                                                   | 46’                                                                 |
| 11-4-2001                                                           | Monterrey                                                           | Messico                                                             | 1 – 0                                                               | Cile                                                                | Amichevole                                                          | -                                                                   | 70’                                                                 |
| 24-4-2001                                                           | Santiago del Cile                                                   | Cile                                                                | 0 – 1                                                               | Uruguay                                                             | Qual. Mondiali 2002                                                 | -                                                                   | 46’                                                                 |
| 17-4-2002                                                           | Kerkrade                                                            | Turchia                                                             | 2 – 0                                                               | Cile                                                                | Amichevole                                                          | -                                                                   | 68’                                                                 |
| 8-6-2003                                                            | San José                                                            | Costa Rica                                                          | 1 – 0                                                               | Cile                                                                | Amichevole                                                          | -                                                                   |                                                                     |
| 12-6-2003                                                           | San Pedro Sula                                                      | Honduras                                                            | 1 – 2                                                               | Cile                                                                | Amichevole                                                          | 1                                                                   |                                                                     |
| 6-9-2003                                                            | Buenos Aires                                                        | Argentina                                                           | 2 – 2                                                               | Cile                                                                | Qual. Mondiali 2006                                                 | -                                                                   | 57’                                                                 |
| 10-9-2003                                                           | Santiago del Cile                                                   | Cile                                                                | 2 – 1                                                               | Perù                                                                | Qual. Mondiali 2006                                                 | -                                                                   | 66’                                                                 |
| Totale                                                              |                                                                     | Presenze                                                            | 19                                                                  |                                                                     | Reti                                                                | 5                                                                   |                                                                     |

| Cronologia completa delle presenze e delle reti in nazionale ― Cile under 20 | Cronologia completa delle presenze e delle reti in nazionale ― Cile under 20 | Cronologia completa delle presenze e delle reti in nazionale ― Cile under 20 | Cronologia completa delle presenze e delle reti in nazionale ― Cile under 20 | Cronologia completa delle presenze e delle reti in nazionale ― Cile under 20 | Cronologia completa delle presenze e delle reti in nazionale ― Cile under 20 | Cronologia completa delle presenze e delle reti in nazionale ― Cile under 20 | Cronologia completa delle presenze e delle reti in nazionale ― Cile under 20 |
| Data                                                                         | Città                                                                        | In casa                                                                      | Risultato                                                                    | Ospiti                                                                       | Competizione                                                                 | Reti                                                                         | Note                                                                         |
| ---------------------------------------------------------------------------- | ---------------------------------------------------------------------------- | ---------------------------------------------------------------------------- | ---------------------------------------------------------------------------- | ---------------------------------------------------------------------------- | ---------------------------------------------------------------------------- | ---------------------------------------------------------------------------- | ---------------------------------------------------------------------------- |
| 14-4-1995                                                                    | Doha                                                                         | Cile under 20                                                                | 2 – 2                                                                        | Giappone under 20                                                            | Mondiali Under-20 1995 - 1º turno                                            | -                                                                            |                                                                              |
| 16-4-1995                                                                    | Doha                                                                         | Burundi under 20                                                             | 1 – 1                                                                        | Cile under 20                                                                | Mondiali Under-20 1995 - 1º turno                                            | -                                                                            | 43’                                                                          |
| 19-4-1995                                                                    | Doha                                                                         | Spagna under 20                                                              | 6 – 3                                                                        | Cile under 20                                                                | Mondiali Under-20 1995 - 1º turno                                            | -                                                                            | 59’                                                                          |
| Totale                                                                       |                                                                              | Presenze                                                                     | 3                                                                            |                                                                              | Reti                                                                         | 0                                                                            |                                                                              |

## Palmarès

### Giocatore

#### Club
- Campionato cileno: 3

Colo-Colo: 1996, 1997, 1998
- Coppa del Cile: 2

Colo-Colo: 1994, 1996

#### Nazionale
- Bronzo olimpico: 1

Sydney 2000